# Арбузовы
Арбу́зовы — старинный русский дворянский род, восходящий к концу XVI века.
Один из представителей его, боярский сын Леонтий Петрович Арбузов, владел поместьями в Бежецкой пятине с начала XVII века. Из нескольких ветвей рода Арбузовых утверждена герольдией только одна, происходящая от Гавриила Ивановича Арбузова, владевшего поместьями в Торопецком уезде с 1598 года.

## Описание герба
Щит разделён на четыре части, из коих в первой в золотом поле изображена половина чёрного двуглавого коронованного орла. Во второй в голубом поле в виде треугольника, три шестиугольные серебряные звезды. В третьей части в пурпуровом поле серебряная крепость и над оной луна. В четвёртой в золотом поле из облаков облечённая в латы рука, держащая меч (польский герб Малая Погоня).
На щите дворянский коронованный шлем. Нашлемник: пять страусовых перьев. Намёт на щите золотой, подложенный пурпуром.

## Известные представители
- Арбузов Иван — воевода в Царёвосанчурске в 1625—1626 г.
- Арбузов Иван — воевода в Ядрине в 1627—1628 г.
- Арбузов Иван Никифорович — московский дворянин в 1627—1640 г. (постригся).
- Арбузов Павел Семёнович — городской дворянин Нижнего Новгорода в 1627 г.
- Арбузов Пётр Иванович — московский дворянин в 1636 г.
- Арбузов Яков Иванович — воевода в Яранске в 1646—1647 г., в Керенске в 1651 г.
- Арбузов Фёдор Иванович — московский дворянин в 1692 г[3][4].